# Ottiaceae
Ottiaceae, porodica crvenih algi, jedina u redu  Ottiales, dio podrazreda Nemaliophycidae. Jedina vrsta je O. meiospora koja živi u slatkim vodama
Novi rod Pauciramus sa jednom vrstom, opisan je 2022. godine.

## Rodovi
1. Ottia Entwisle, J.R.Evans, M.L.Vis & G.W.Saunders 	1
2. Pauciramus K.P.Fang, F.R.Nan & S.L.Xie, 1